# Mycetophila tonnoiri
Mycetophila tonnoiri är en tvåvingeart som beskrevs av Loïc Matile 1989. Mycetophila tonnoiri ingår i släktet Mycetophila och familjen svampmyggor. Inga underarter finns listade i Catalogue of Life.